# Infirmier anesthésiste

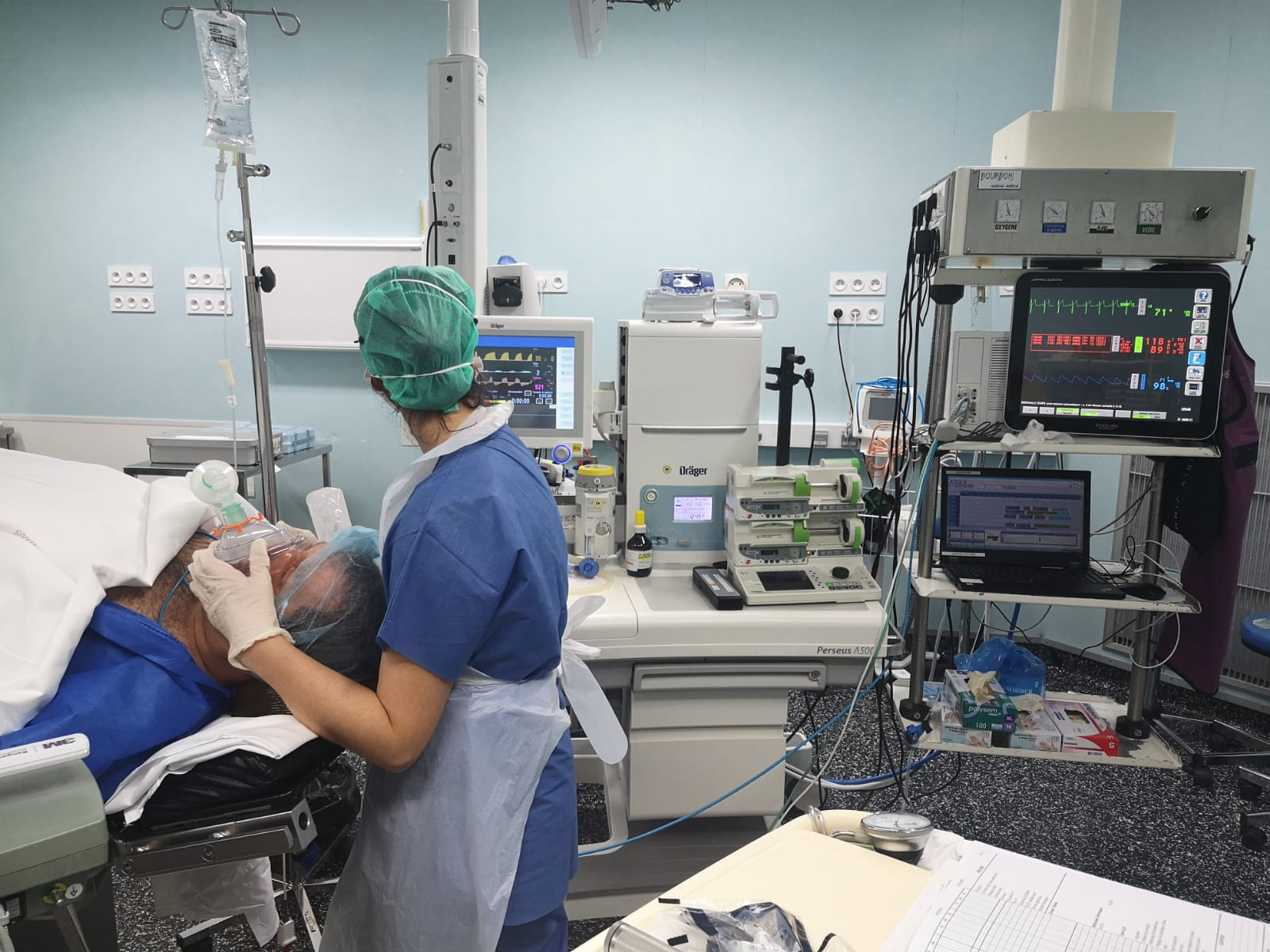
Infirmière anesthésiste au bloc opératoire

Un infirmier anesthésiste (IADE) est un infirmier praticien et clinicien spécialisé en anesthésie-réanimation, médecine d'urgence et prise en charge de la douleur. Il exerce au bloc opératoire, ainsi que dans des domaines spécifiques comme la réanimation, les services mobiles d'urgence réanimation (SMUR), les unités de prise en charge de la douleur, les salles de surveillance post-interventionnelle (SSPI), le convoyage sanitaire, etc.
Cette fonction est consécutive à une formation de spécialisation diplômante dans plusieurs pays, mais elle n'existe pas dans tous les pays.
En France, le diplôme s'obtient après cinq années d'études supérieures,(entrecoupées d’une période d’exercice professionnel infirmier de 2 années minimum) et est reconnu au grade de master II.

## Variantes nationales

### En Allemagne
En Allemagne, les infirmier(e)s anesthésistes sont appelé(e)s « Gesundheits- und Krankenpfleger für die Intensiv- und Anästhesiepflege ». La formation spécialisée dure 2 ans, les stages effectués diffèrent selon les hôpitaux proposant la formation.

### Aux États-Unis
Aux États-Unis, les fonctions des infirmiers anesthésistes font partie des pratiques avancées et ils sont appelés « Certified registered nurse anesthetists » (CRNAs). Après leur formation, ils ont le niveau master ou doctorat (PhD) selon qu'elle a duré de 24 à 36 mois.

### En France
En France, ils sont appelés infirmiers-anesthésistes diplômés d'État (IADE). Leur diplôme de Master est obtenu à l’issue d’une formation de deux années supplémentaires après les études d’infirmiers de soins généraux et une activité professionnelle minimum de 2 ans.

### Aux Pays-Bas
Aux Pays-Bas, l'« anesthesiemedewerker » a suivi une formation de trois ans à l'université sans avoir forcément un diplôme infirmier préalable. Cependant, un infirmier peut aussi se spécialiser et il est alors appelé « anesthesieverpleegkundige ».